# Johannes Bresler
Johannes Bresler (ur. 7 lutego 1866 w Ludwigsdorfie, zm. 2 października 1942 w Kluczborku) – niemiecki lekarz psychiatra, od 1909 dyrektor zakładu psychiatrycznego w Kreuzburgu (dziś Kluczbork), radca sanitarny. Założyciel i redaktor „Psychiatrisch-Neurologische Wochenschrift”. Wspólnie z Gustavem Vorbrodtem założył „Zeitschrift für Religionspsychologie”. Honorowy członek Royal College of Psychiatrists.

## Wybrane prace
- Die Simulation von Geistesstorungen und Epilepsie. Halle, 1904